# 장성 내계리 오층석탑
장성 내계리 오층석탑(長城 內溪里 五層石塔)은 전라남도 장성군 삼계면 내계리에 있는 오층석탑이다. 1986년 2월 7일 전라남도의 유형문화재 제131호로 지정되었다.

## 개요
천방사터에 서 있는 석탑으로, 1층의 기단(基壇) 위에 5층의 탑신(塔身)을 올려놓았다.
기단의 네면에는 모서리마다 기둥모양을 본 떠 새겼는데, 그 위의 맨윗돌은 마치 탑신의 지붕돌과 그 모습이 비슷하여 시선을 모은다. 즉 밑면에는 3단의 받침을 두었고, 네 귀퉁이는 약하게 들려 있으며, 경사가 급한 윗면의 네모서리가 굵게 표현되어 있다. 탑신부의 다섯 몸돌에는 기단에서처럼 모서리에 기둥조각을 두었고, 지붕돌은 밑면에 3단의 받침을 두었다.
전체적으로 불안정한 비례를 보이고 있어, 고려말·조선초에 세운 탑으로 보인다.

## 참고 자료
- 장성내계리오층석탑 - 국가유산청 국가유산포털